# Robert Emden
Jacob Robert Emden (4 de marzo de 1862-8 de octubre de 1940) fue un astrofísico y meteorólogo suizo.

## Semblanza
Nació en St. Gallen, Suiza. En 1907 comenzó a trabajar como profesor de física y meteorología en la Universidad Técnica de Múnich. Ese mismo año publicó su trabajo que se convirtió en un texto clásico: "Gaskugeln: Anwendungen der mechanischen Wärmetheorie auf kosmologische und meteorologische Probleme" (Nubes de Gas: Aplicaciones de la teoría mecánica del calor a problemas cosmológicos y meteorológicos), en el que se incluía un modelo matemático como base de las estructuras estelares.
Hacia 1920 fue elegido miembro de la Academia de Ciencias de Baviera.
Emden fue editor del Zeitschrift piel Astrophysik, fundado en 1930. En 1933 huyó de Alemania ante el auge del partido Nacional Socialista, regresando a su Suiza natal.
Era tío del astrofísico germano-estadounidense Martin Schwarzschild por su matrimonio con la hermana de Karl Schwarzschild. Jacob Robert Emden murió en Zürich en 1940.

## Eponimia
- El cráter Emden en la Luna lleva este nombre en su honor.
- El nombre de la ecuación de Lane-Emden conmemora a Emden y a Jonathan Homer Lane.